# Себастьян Лазароні
Себастьян Лазароні (порт. Sebastião Lazaroni, нар. 25 вересня 1950, Ріо-де-Жанейро) — бразильський футбольний тренер. Футбольний тренер року в Південній Америці (1989). Зі збірною Бразилії — володар Кубка Америки.

## Кар'єра тренера
До початку своєї тренерської кар'єри Лазароні виступав на позиції воротаря в декількох аматорських клубах Бразилії. У 1985 році очолив «Фламенго», спочатку як виконувач обов'язків після відставки Маріо Загалло, а потім і в статусі головного тренера. У 1986 році привів команду до перемоги в Лізі Каріока. На наступний рік він очолив «Васко да Гама» з якої двічі добивався чемпіонства в цьому турнірі. З березня по травень 1988 року керував саудівським клубом «Аль-Аглі», після чого повернувся у Бразилію, ставши наставником «Греміо».
У 1989 році напередодні Кубку Америки був призначений на пост головного тренера національної збірної Бразилії. У збірній Себастьян Лазароні спробував ввести позицію ліберо. У липні 1989 року під його керівництвом збірна Бразилії виграла Кубок Америки, не програвши по ходу турніру жодного матчу і пропустивши всього один м'яч. У відбіркових матчах до чемпіонату світу 1990 року в Італії бразильці двічі розгромили збірну Венесуели, а у матчі з чилійцями їм була присуджена технічна перемога через відмову суперника продовжувати матч. На самому чемпіонаті світу збірна Бразилії обіграла усіх суперників на груповому етапі, а в 1/8 фіналу поступилася з мінімальним рахунком Аргентині. Після цієї невдачі Бразильська конфедерація футболу ухвалила рішення відправити головного тренера у відставку. Лазароні залишився в Італії, уклавши контракт з «Фіорентиною», проте ніяких успіхів досягти не зміг, і по ходу сезону 1991/92 був звільнений зі свого поста.

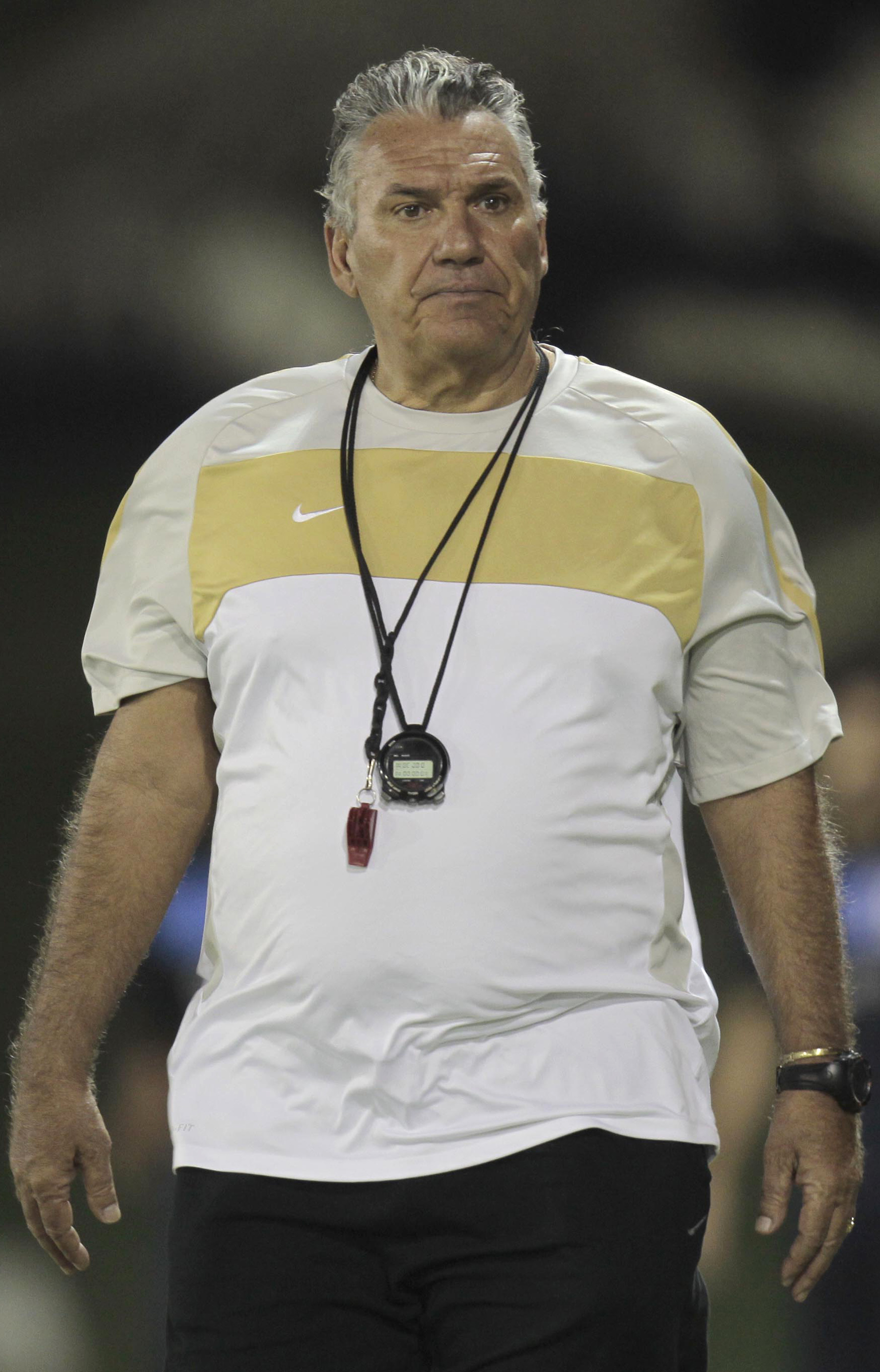
Себастьян Лазароні 2011 року під час роботи зі збірною Катару.

У січні 1993 року знову відправився в Саудівську Аравію в клуб «Аль-Хіляль», але пропрацював там лише півроку. Влітку того ж року прийняв на себе керівництво клубом з італійської Серії B «Барі», з яким зміг вийти в 1/8 фіналу Кубку Італії, де поступився «Торіно». Після цього Лазароні повернувся в Америку, де очолював спочатку мексиканський «Леон» і знову бразильську «Васко да Гаму».
У 1996 році після дворічної перерви в роботі був запрошений в турецький «Фенербахче». Разом з командою в 1997 році посів третє місце у чемпіонаті Туреччини. А 30 жовтня 1996 року Себастьян став співавтором історичного результату. В цей день англійський «Манчестер Юнайтед» приймав на «Олд Траффорд» «Фенербахче» і поступився з рахунком 0:1. Ця поразка стала для нього першою домашньою невдачею в єврокубках більш ніж за сорок років.
Потім Лазароні працював в китайському «Шанхай Шеньхуа», бразильських «Ботафого» та «Жувентуде», кувейтському «Аль-Арабі», японському «Йокогама Ф. Марінос» та збірної Ямайки.
У 2006 році знову повернувся до Туреччини, очоливши «Трабзонспор», однак значущих результатів з ним не домігся. У вересні в першому раунді Кубка УЄФА турки поступилися іспанській «Осасуні». У невдалому старті в національній першості і Кубку УЄФА керівництво клубу зробило винним головного тренера, у зв'язку з чим він був звільнений.
У липні 2007 року Себастьян перебрався в Португалію, очоливши «Марітіму». Під його керівництвом клуб виступав досить успішно, посівши п'яте місце у чемпіонаті і пробившись у Кубок УЄФА, проте Лазароні покинув команду, прийнявши вигідну пропозицію від керівництва «Катар СК». Разом з командою він виграв Кубок Наслідного принца Катару.
7 серпня 2011 року був призначений футбольною асоціацією Катару на пост головного тренера національної збірної, замість відправленого у відставку Милована Раєваця, але зрештою звільнився через чотири місяці внаслідок невдалого виступу на домашніх Панарабських іграх, де катарці не зуміли вийти з групи. Його робота командою закінчилася двома перемогами, п'ятьма нічиїми та двома поразками. Він був офіційно звільнений 3 січня 2012 року.
Після цього Лазароні ще двічі керував клубом «Катар СК» у 2012—2014 та 2015—2016 роках. Його третій прихід закінчився розчаруванням, і він був звільнений у травні 2016 року.

## Титули і досягнення
- Переможець Ліги Каріока (3):

«Фламенго»: 1986
«Васко да Гама»: 1987, 1988
- Володар Кубка Джей-ліги (1):

«Йокогама Ф. Марінос»: 2001
- Володар Кубка наслідного принца Катару (1):

«Катар СК»: 2009
- Володар Кубка зірок Катару (1):

«Катар СК»: 2014
- Володар Кубка Америки (1):

Бразилія: 1989

### Особисті
- Футбольний тренер року в Південній Америці: 1989
- Футбольний тренер року в Катарі: 2009